# Nico Hipfl
Nico Hipfl (* 3. April 2006 in Wels) ist ein österreichischer Tennisspieler.

## Persönliches
Nico Hipfl ist der Neffe des ehemaligen österreichischen Tennisspielers Markus Hipfl, der es bis auf Platz 63 der Weltrangliste schaffte.

## Karriere
Hipfl spielte zwischen 2021 und 2024 auf der ITF Junior Tour. Er gewann bei den Junioren vier Einzel- und sechs Doppeltitel, darunter je einen der Kategorie J200. In der Junioren-Rangliste erreichte er mit Platz 71 seine höchste Notierung.
Bei den Profis spielte Hipfl sein erstes Turnier im Mai 2024 auf der drittklassigen ITF Future Tour. Während er im Einzel noch nicht über ein Viertelfinale hinaus kam, gewann er im Doppel gleich sein erstes Future-Titel, an dem er teilnahm. An der Seite des Schweizers Jérôme Kym besiegte er in Salzburg 2024 die topgesetzte Paarung aus Alexander Erler und Lucas Miedler und erreichte das Halbfinale. Den ersten Challenger-Titel gewann er ebenfalls mit Kym im April 2025 im österreichischen Mauthausen, wo sie abermals mehrere Spieler der Top 100 im Doppel besiegten, darunter im Finale Ryan Seggerman und David Stevenson. Dadurch erreichte Hipfl sein Karrierehoch von Platz 377 der Tennisweltrangliste im Doppel.

## Erfolge
| Legende (Anzahl der Siege) |
| Grand Slam                 |
| ATP Finals                 |
| ATP Tour Masters 1000      |
| ATP Tour 500               |
| ATP Tour 250               |
| ATP Challenger Tour (1)    |

### Doppel

#### Turniersiege
| Nr. | Datum       | Turnier    | Belag | Partner    | Finalgegner                    | Ergebnis         |
| --- | ----------- | ---------- | ----- | ---------- | ------------------------------ | ---------------- |
| 1.  | 4. Mai 2025 | Mauthausen | Sand  | Jérôme Kym | Ryan Seggerman David Stevenson | 7:5, 3:6, [10:2] |